# Лакар (коммуна)
Лака́р (фр. Lacarre) — коммуна во Франции, находится в регионе Аквитания. Департамент — Атлантические Пиренеи. Входит в состав кантона Монтань-Баск. Округ коммуны — Байонна.
Код INSEE коммуны — 64297.

## География

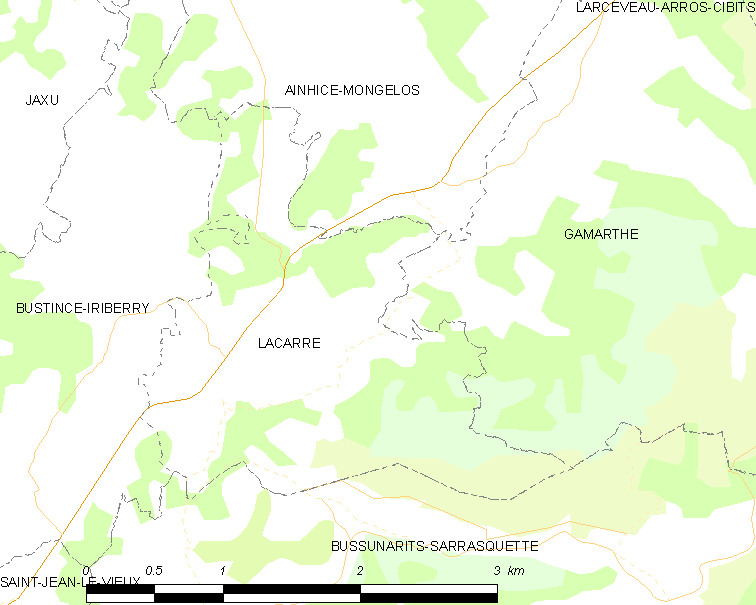
Карта коммуны

Коммуна расположена приблизительно в 690 км к юго-западу от Парижа, в 190 км южнее Бордо, в 70 км к западу от По.
На севере коммуны протекает река Арзюбико.

### Климат
Климат тёплый океанический. Зима мягкая, средняя температура января — от +5°С до +13°С, температуры ниже −10 °C бывают редко. Снег выпадает около 15 дней в году с ноября по апрель. Максимальная температура летом порядка 20-30 °C, выше 35 °C бывает очень редко. Количество осадков высокое, порядка 1100 мм в год. Характерна безветренная погода, сильные ветры очень редки.

## Население
Население коммуны на 2010 год составляло 153 человека.
| 1962 | 1968 | 1975 | 1982 | 1990 | 1999 | 2010 |
| ---- | ---- | ---- | ---- | ---- | ---- | ---- |
| 141  | 121  | 118  | 107  | 107  | 129  | 153  |

## Администрация
| Период | Период | Фамилия             | Партия | Примечания |
| ------ | ------ | ------------------- | ------ | ---------- |
| 1995   | 2001   | Жан-Батист Ибаргаре |        |            |
| 2001   | 2008   | Жан-Пьер Эартс      |        |            |
| 2008   | 2020   | Жан-Клод Ибаргаре   |        |            |

## Экономика
В 2010 году среди 99 человек трудоспособного возраста (15-64 лет) 74 были экономически активными, 25 — неактивными (показатель активности — 74,7 %, в 1999 году было 65,8 %). Из 74 активных жителей работали 67 человек (39 мужчин и 28 женщин), безработных было 7 (3 мужчин и 4 женщины). Среди 25 неактивных 4 человека были учениками или студентами, 6 — пенсионерами, 15 были неактивными по другим причинам.

## Достопримечательности
- Церковь Св. Мартина (XVIII век)[4]
- Замок Лакар (XIX век). Исторический памятник с 1992 года[5]
- Могила марешаля Жана-Изидора Ариспа (XIX век). Исторический памятник с 1992 года[6]

## Фотогалерея

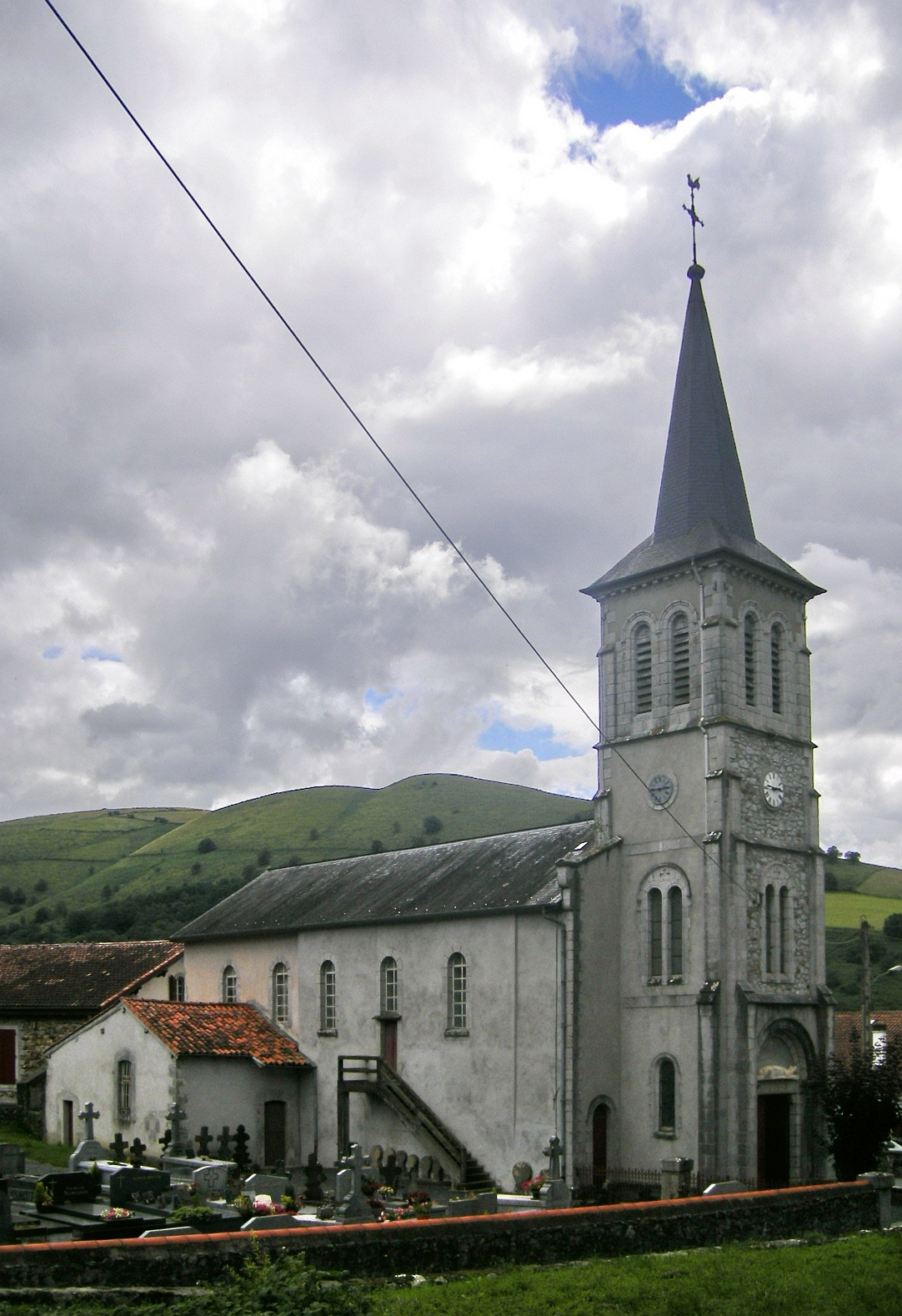
Церковь Св. Мартина
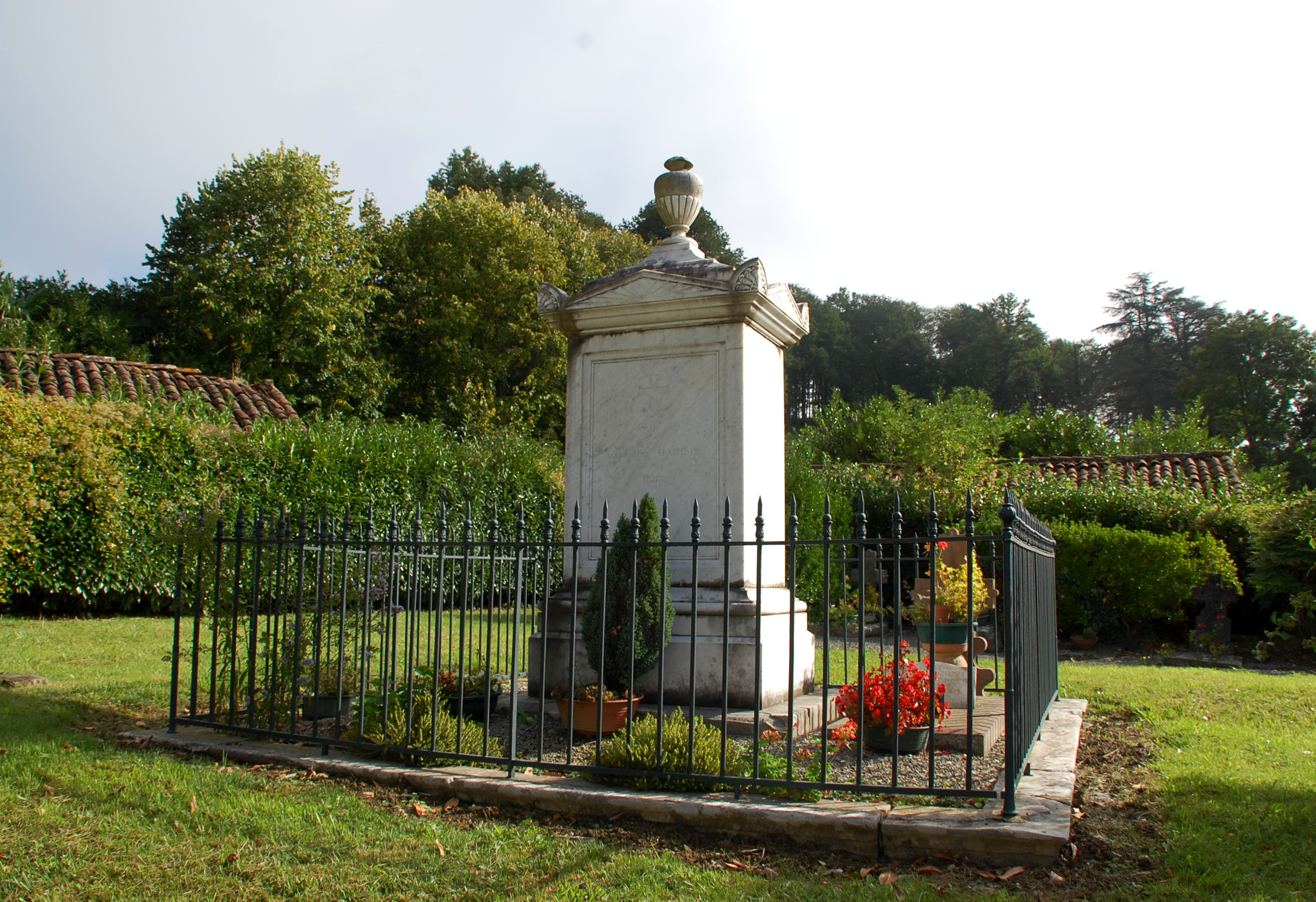
Могила марешаля Жана-Изидора Ариспа
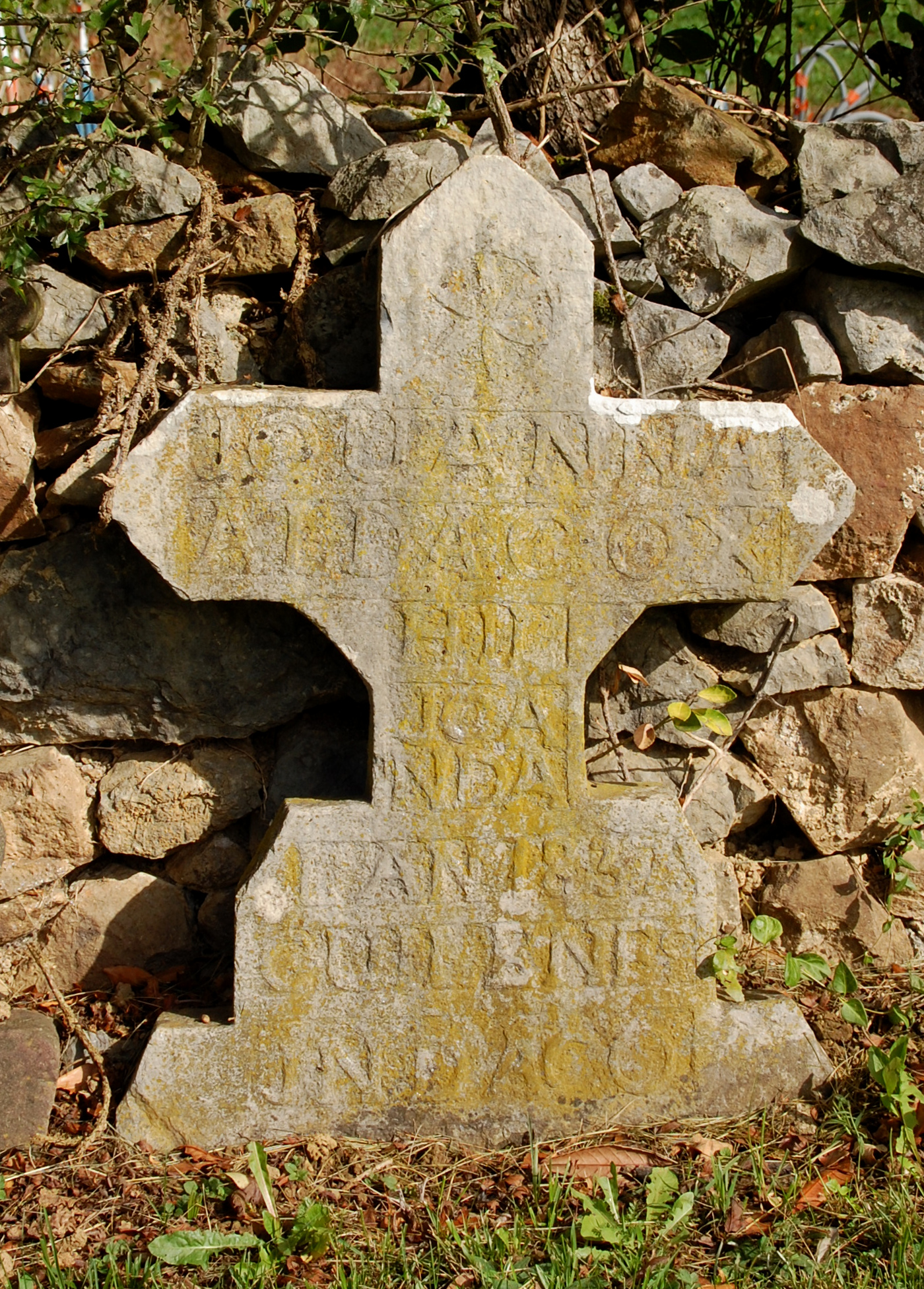
Крест на могиле Жоанны Альдакокс (1837 год)